# A33高速公路 (葡萄牙)
A33高速公路（葡萄牙語：A33），又稱下特茹高速公路/塞圖巴爾半島內環路（AutoEstrada do Baixo Tejo/Circular Regional Interior da Península de Setúbal，簡稱CRIPS），是葡萄牙塞圖巴爾區一條高速公路。呈弧形，西起豐沙柳，東至蒙蒂茹。
目前營運里程有19.6公里，有九處交流道、一個服務區。另外沙爾內卡-德卡帕里卡至科伊納長17.9公里的路段將於2012年通車。至卡尼亞、長21.8公里的路段待里斯本新機場計劃落實後再開工。